# La Torre de l'Espanyol

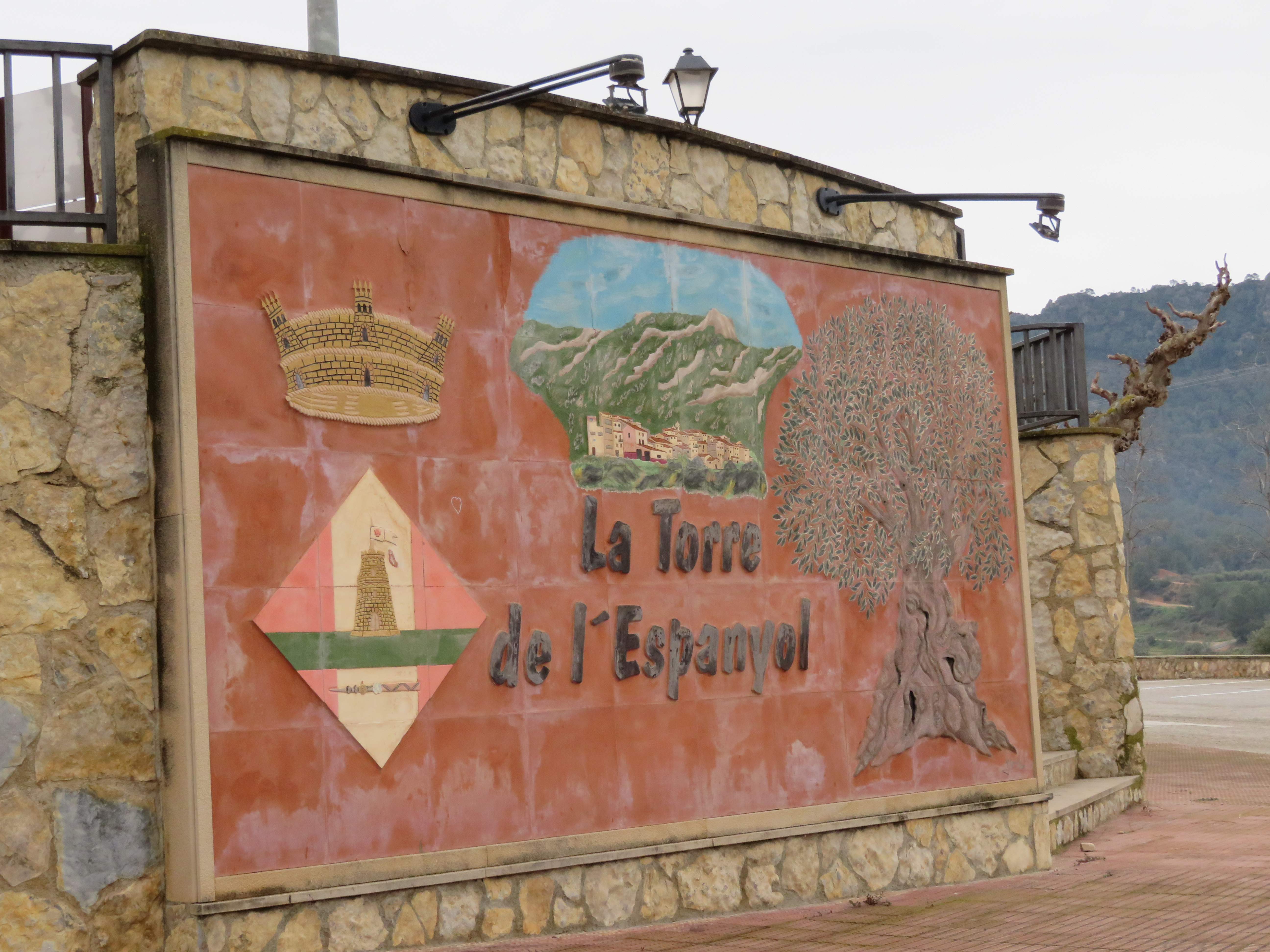
La Torre del Español, Tarragona

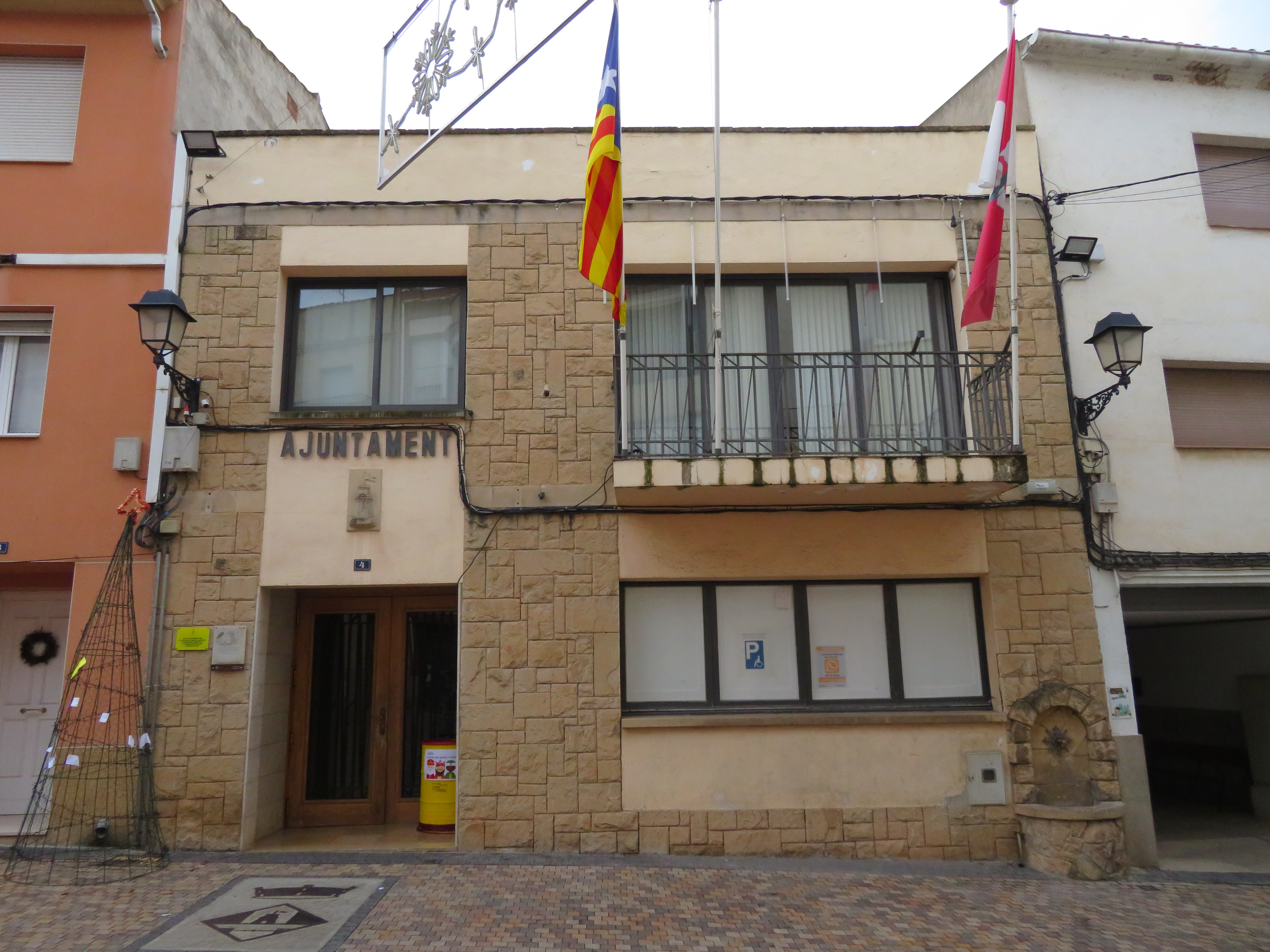
La Torre del Español, Tarragona

La Torre de l'Espanyol là một đô thị thuộc tỉnh Tarragona trong cộng đồng tự trị Catalonia, phía bắc Tây Ban Nha. Đô thị này có diện tích là ki-lô-mét vuông, dân số năm 2009 là người với mật độ người/km². Đô thị này có cự ly km so với Tarragona.